# Memento
Memento je mistični film režiserja Christopherja Nolana. Film se dogaja v obratni smeri, opisuje moškega, ki trpi za hitro izgubo trenutnega spomina. Njegov cilj je izslediti morilca svoje žene. Film ima množico možnih interpretacij.
Memento je ameriška Kongresna knjižnica leta 2017 uvrstila v Narodni filmski register kot »kulturno, zgodovinsko ali estetsko pomemben film«.